# Joe Lovano
Joseph Salvatore Lovano (Cleveland, 29 dicembre 1952) è un sassofonista, clarinettista, flautista e batterista jazz statunitense.

## Biografia
La famiglia paterna proviene dal comune di Alcara Li Fusi e quella materna proviene dal comune di Cesarò, entrambi i paesi sono situati nella provincia di Messina.
Ad iniziare dagli anni settanta Lovano è considerato uno dei maggiori tenor-sassofonisti della scena musicale mondiale, aggiudicandosi tra l'altro un Grammy Award, numerose menzioni sulla rivista Down Beat da parte di molti critici musicali e dagli stessi lettori.
Nel corso della sua carriera ha collaborato con Jack McDuff, Woody Herman, Mel Lewis, John Scofield, Dave Liebman, Michael Brecker, McCoy Tyner, Esperanza Spalding, Jeff Coffin e altri artisti.

## Discografia

### Come leader
- 1985 - Tones, Shapes and Colors
- 1986 - Hometown Sessions
- 1986 - Solid Steps
- 1988 - Village Rhythms
- 1989 - Worlds
- 1990 - Landmarks
- 1991 - Sounds of Joy
- 1991 - From the Soul
- 1992 - Universal Language
- 1993 - Tenor Legacy
- 1994 - Quartets: Live at the Village Vanguard
- 1994 - Rush Hour
- 1994 - Ten Tales
- 1996 - Celebrating Sinatra
- 1997 - Tenor Time
- 1997 - Flying Colors con Gonzalo Rubalcaba
- 1998 - Trio Fascination: Edition One
- 1999 - Friendly Fire con Greg Osby
- 2000 - 52nd Street Themes
- 2001 - Flights of Fancy: Trio Fascination, Volume 2
- 2002 - Viva Caruso
- 2003 - On This Day ... at the Vanguard
- 2004 - I'm All for You
- 2005 - Joyous Encounter
- 2006 - Streams of Expression
- 2008 - Symphonica
- 2009 - Folk Art
- 2011 - Bird Songs
- 2013 - Cross Culture
- 2019 - Trio Tapestry
- 2019 - Roma con Enrico Rava
- 2020 - Arctic Riff con Marcin Walisewski Trio
- 2021 - Garden of Expression come Trio Tapestry

### Collaborazioni
- 1985 - Unknown Voyage con Furio Di Castri
- 1996 - Miss Etna con Keptorchestra e Judi Silvano
- 2000 - Grand Slam con Jim Hall, George Mraz e Lewis Nash
- 2001 - Fourth World con James Emery, Judi Silvano e Drew Gress
- 2003 - ScoLoHoFo con John Scofield, Dave Holland e Al Foster
- 2004 - Gathering Of Spirits con Michael Brecker e Dave Liebman
- 2009 - Book Of Angels Vol. 12: Stolas con Masada Quintet
- 2012 - Within a Song con John Abercrombie
- 2013 - Evan con Antonio Faraò